# 蓋爾門哲克
37°52′14″N 27°35′58″E / 37.8706°N 27.5994°E

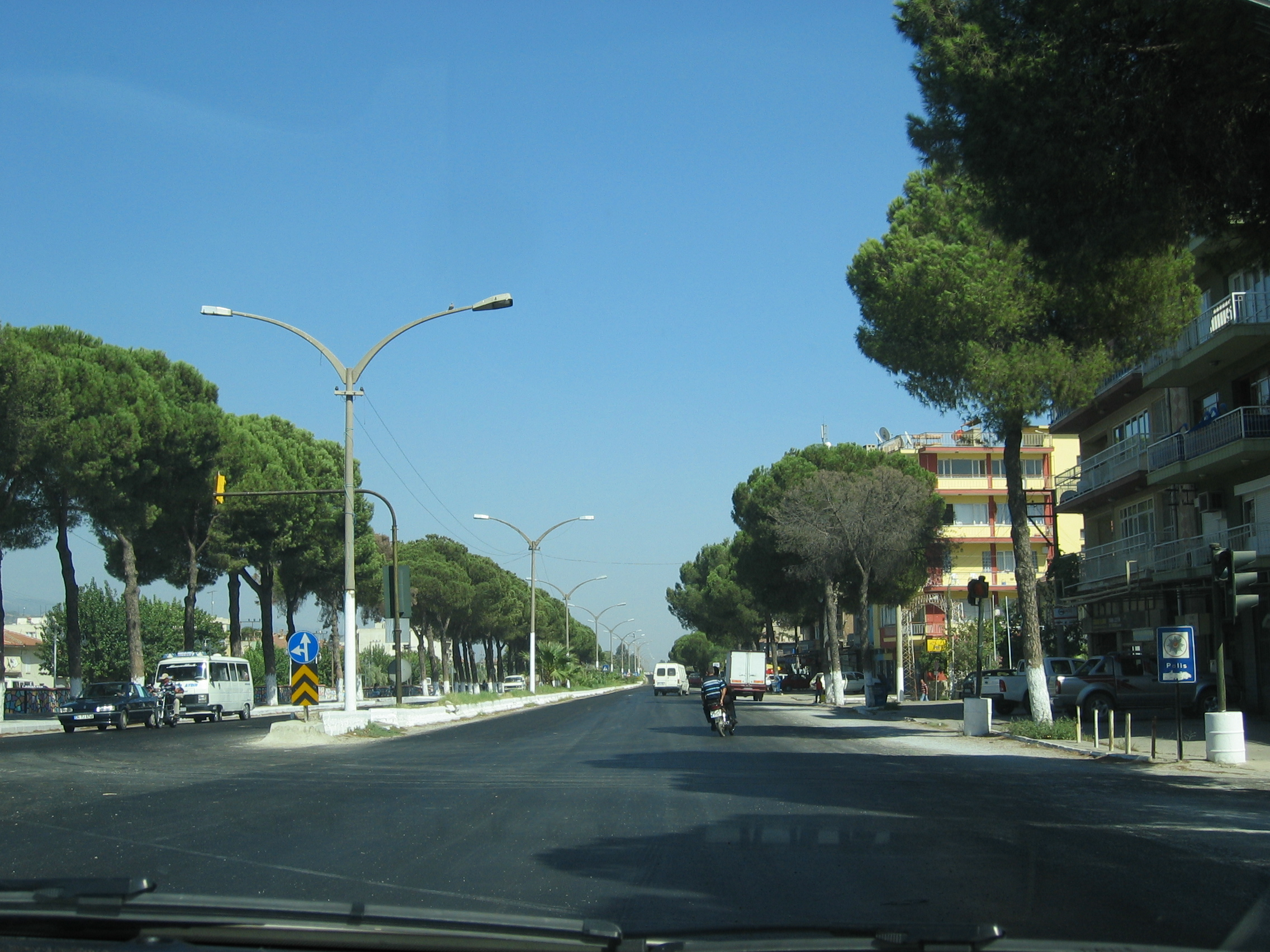

蓋爾門哲克（土耳其語：Germencik）是土耳其的城鎮，由艾登省負責管轄，位於該國西南部，面積374平方公里，海拔高度61米，人口數為12,663（2010年數據），鎮上有全國最大的地熱能發電廠。